# Fatima Aslanbekowna Butajewa
Fatima Aslanbekowna Butajewa (russisch Фатима Асланбековна Бутаева; * 1. Dezemberjul. / 14. Dezember 1907greg. in Alagir; † 19. Juni 1992 in Moskau) war eine ossetisch-russische Physikerin.

## Leben
Butajewa war die Tochter des Rechtsanwalts und Journalisten Aslanbek Sawwitsch Butajew und Nichte des Politikers und Ökonomen Kasbek Sawwitsch Butajew. Im Alter von 7 Jahren starb ihre Mutter.
1925 begann Butajewa das Studium am Pädagogischen Institut der Sowjetischen Gebirgsrepublik in Wladikawkas. 1926 wechselte sie zur physikalisch-mathematischen Abteilung der pädagogischen Fakultät der 2. Moskauer Universität, die 1918 aus den Moskauer Höheren Kursen für Frauen gebildet worden war. Nach dem Studienabschluss 1932 arbeitete sie als Mathematiklehrerin nur kurz in Kuibyschew, um noch im selben Jahr in Moskau im Technikum des Studienkombinats der Metro-Baugesellschaft Theoretische Mechanik zu lehren. 1934 wechselte sie in das von Walentin Alexandrowitsch Fabrikant geleitete Laboratorium für Lichtquellen des Allrussischen Elektrotechnischen Instituts (WEI) in Moskau. Dort untersuchte sie die Spektren und Intensitäten des Lichts von Gasentladungen in einem weiten Bereich von Strömen und Drücken. Zusammen mit Fabrikant entwickelte sie eine Methode zur Untersuchung der Diffusion von Photonen in einem Plasma. Als dann Fabrikant Lehrstuhlleiter wurde, übernahm sie die Laboratoriumsleitung.
Während des Großen Terrors wurden 1937 Butajewas Vater Aslanbek Butajew und ihr Onkel Kasbek Butajew verhaftet. Während ihr Onkel  sofort erschossen wurde, erhielt ihr Vater vom Militärtribunal des nordkaukasischen Militärbezirks das Urteil zum Tod durch Erschießen am 4. September 1939. Die Rehabilitierung erfolgte 1956. Butajewas drohende Entlassung konnte nach einem Jahr abgewendet werden.
Während des Deutsch-Sowjetischen Krieges war Butajewa in Swerdlowsk evakuiert. 1943 kehrte sie nach Moskau zurück und nahm ihre Lumineszenzforschung wieder auf. 1946 wurde sie mit ihren Arbeiten zur Gasentladung und zur Lumineszenz zur Kandidatin der technischen Wissenschaften promoviert. Als 1951 auf der Basis des WEI das neue Allrussische Forschungsinstitut für Lichttechnik gegründet wurde und dann den Namen Sergei Iwanowitsch Wawilows trug, leitete Butajewa dort 25 Jahre lang das Laboratorium für Leuchtstofflampen.
Zusammen mit Michail Martynowitsch Wudynski und Fabrikant untersuchte Butajewa die stimulierte Emission mit der Möglichkeit einer Strahlungsverstärkung im Sinne einer negativen Absorption. 1951 wurde die Registrierung der Erfindung der neuen Methode der Lichtverstärkung mit exponentiellem Intensitätsanstieg durch inverse Energieniveaubesetzung beantragt. Das Prinzip der Strahlungsverstärkung wurde auf Ultraviolett-, Infrarot- und Radiostrahlung ausgedehnt. Die Erfindung wurde erst 1959 registriert, und 1964 wurde das Diplom der Entdeckung Nr. 12 über die Verstärkung elektromagnetischer Strahlung durch stimulierte Emission mit Prioritätsgültigkeit ab 1951 verliehen vor den Masern und Lasern in den USA.

## Ehrungen, Preise
- Stalinpreis II. Klasse (1951 zusammen mit Sergei Iwanowitsch Wawilow, Wadim Leonidowitsch Ljowschin, Walentin Alexandrowitsch Fabrikant, M. A. Konstantinowa-Schlesinger und W, I. Dolgopolow) für die Entwicklung der Leuchtstofflampen[1][3]
- Ehrenzeichen der Sowjetunion (zweimal)